# Abrodiaeta lanceolata
Abrodiaeta lanceolata är en insektsart som beskrevs av Brunner von Wattenwyl 1891. Abrodiaeta lanceolata ingår i släktet Abrodiaeta och familjen vårtbitare. Inga underarter finns listade i Catalogue of Life.